# Jacques Marquette (cyclisme)
Pour le prêtre et missionnaire jésuite français, voir Jacques Marquette. Pour les homonymes, voir Marquette.
Jacques Marquette, né le 13 avril 1950,, est un coureur cycliste français.

## Biographie
Ancien membre de l'AC Vaise, Jacques Marquette a notamment remporté le Tour de Tolède en 1972, le Circuit de Saône-et-Loire en 1973 et Annemasse-Bellegarde et retour en 1974.
Sous les couleurs de l'équipe de France amateurs, il termine quinzième du Tour de l'Avenir en 1973. Il s'impose également sur une étape du Grand Prix Guillaume Tell en 1974. La même année, il participe à la Course de la Paix, où il réalise trois tops dix.

## Palmarès
- 1969
  -  Champion de France des cheminots
- 1972
  - Tour de Tolède
- 1973
  - Circuit de Saône-et-Loire
- 1974
  - Championnat du Lyonnais
  - Annemasse-Bellegarde et retour
  - 6ea étape du Grand Prix Guillaume Tell
  - 2e du Circuit de Saône-et-Loire
- 1975
  - 2e étape du Tour Nivernais Morvan
  - 3e du Circuit du Cantal